# UNITRACC
UNITRACC ist eine internationale Informations-, Lern- und Arbeitsplattform für den spezialisierten Tiefbau (Leitungsbau, Leitungsinstandhaltung und Netzmanagement). Die aktuelle Hauptversion 2.x ist seit dem 31. März 2011 online und stellt die Weiterentwicklung eines ursprünglich Java-gestützten Internetportals dar, das initial im April 2004 veröffentlicht wurde. UNITRACC ist inzwischen eine der umfangreichsten und besucherstärksten Internetplattformen für fachspezifisches Ingenieurswissen weltweit. Die redaktionelle Betreuung wird durch die Knowledge Factory GmbH in Bochum realisiert.

## Geschichte
Mitte der 1990er Jahre hatte der Kanal- und Leitungsbau-Experte Dietrich Stein von der RUB die Idee, dass die teils hochkomplexen Sachverhalte des Themenbereichs Instandhaltung von Kanalisationen besser vermittelt werden könnten, wenn man die aus der einschlägigen Fachliteratur bekannten Inhalte durch Computeranimationen und interaktive Illustrationen ergänzen würde.
Aus dieser Überlegung ging im Jahr 2000 eine durch die Ingenieurgesellschaft Prof. Dr.-Ing. Stein und Partner GmbH vertriebene Multimedia-CD hervor, die nicht nur das vollständige Fachbuch Instandhaltung von Kanalisationen von D. Stein beinhaltete, sondern sich vor allem durch die ergänzend eingebundenen multimedialen Illustrationen und verschiedene Interaktionsmöglichkeiten auszeichnete.
Aufgrund der positiven Resonanz auf diese Veröffentlichung wurden anschließend zunächst ähnliche Umsetzungen für themenverwandte Fachliteratur (z. B. von Grabenloser Leitungsbau) anvisiert, aber es zeichnete sich schnell ab, dass die CD als Medium nur bedingt für eine möglichst weit verbreitete und nachhaltige Vermittlung von aktuellem Ingenieurswissen geeignet sein würde, da beispielsweise bei jeder Veränderung in einer der referenzierten Normen ggf. eine neue CD hätte vertrieben werden müssen.
In diesem Zusammenhang wurde man auf die Forschungsinitiative LERNET des Bundesministeriums für Wirtschaft und Technologie (BMWi) aufmerksam. LERNET beschäftigte sich im Rahmen von insgesamt elf Projekt-Konsortien mit der Entwicklung netzbasierter Lernlösungen für mittelständische Unternehmen und öffentliche Verwaltungen. Unter der Führung der Prof. Dr.-Ing. Stein und Partner GmbH konnte hier das Forschungsprojekt Go2Learning an den Start gebracht werden.
Go2Learning sollte eine Web-basierte Lehr-, Lern- und Arbeitsplattform für die deutsche Bauindustrie hervorbringen, um sowohl die obligatorische Präsenzlehre als auch eigenverantwortliches, selbstorganisiertes Lernen zu unterstützen. Go2Learning wurde für den Bereich Rohrleitungs- und Kanalbau konzipiert und stützte sich dabei unter anderem auf die international anerkannten Fachbücher Instandhaltung von Kanalisationen und Grabenloser Leitungsbau.
Alleinstellungsmerkmale dieses neuen Internetportals waren die zahlreichen 3D-Visualisierungen von verschiedenen realen Problemstellungen und Bauabläufen sowie das Bereitstellen von virtuellen Simulationen für das interaktive Lernen. Betitelt wurde das Ganze mit dem Namen UNITRACC (Akronym für „Underground Infrastructure Training and Competence Center“).
Im Laufe der nächsten Jahre wurde das Angebot von UNITRACC sukzessiv erweitert: Neben Branchen-News und Terminübersichten wurden so nach und nach erstmals auch Fachartikel, Handlungsanweisungen und Baustellendokumentationen für den spezialisierten Tiefbau auf einer einzigen Internetpräsenz zur Verfügung gestellt.
Am 31. März 2011 wurde schließlich eine technisch vollständig überarbeitete Version 2.0 von UNITRACC veröffentlicht und im Zuge dieses Relaunch sind auch umfangreiche Neuerungen in Bezug auf den frei nutzbaren Content in Kraft getreten: Nach einer kostenlosen Registrierung haben die Nutzer inzwischen nicht nur Zugriff auf die Branchennews und Fachartikel, sondern sie erhalten auch unlimitierten Einblick in die verschiedenen Fachinformationssysteme (Fachbücher und Abhandlungen) und die damit verbundenen multimedialen Ergänzungen (Videos, Animationen, Virtuelle Baustellen).

## Inhalte
UNITRACC bietet seinen Nutzern aktuelle Informationen rund um den Kanal- und Rohrleitungsbau. Die Palette der angebotenen Informationen reicht dabei von dem Themenfeld Wasserversorgung bzw. Entwicklungshilfe über den Bereich von Produktpräsentation und Forschung bis hin zur strategischen Analyse im Rahmen von Kanalmanagement-Maßnahmen.
Außerdem haben registrierte Nutzer freien Zugang zu zahlreichen Tabellenwerken und Online-Tools, die den Büroalltag von Ingenieuren erleichtern sollen, da durch sie das häufige Nachschlagen in umfangreichen und unübersichtlichen Printausgaben abgekürzt und komplexe Berechnungen beschleunigt werden können.
Ein weiterer Schwerpunkt von UNITRACC liegt in der Etablierung einer Online-Akademie für das spezialisierte Bauingenieurwesen: Mithilfe von buchbaren E-Learning-Modulen sollen hier Fachkräfte aus dem In- und Ausland in verschiedenen Themenbereichen des Tiefbaus geschult werden.